# Conference North
Conference North (obecnie pod nazwą The Skrill North ze względu na sponsorującą firmę) jest szóstą ligą angielską i jednocześnie drugą klasą rozgrywkową w Football Conference. Obejmuje swoim zasięgiem północną Anglię i Walię. Obszary południowe obejmuje Conference South. W Conference North występują 22 zawodowe i pół-zawodowe kluby.

## Zespoły w sezonie 2024/25
| Klub                   | Poprzedni sezon (2023/24)                                        |
| ---------------------- | ---------------------------------------------------------------- |
| Alfreton Town          | 5.                                                               |
| Brackley Town          | 3.                                                               |
| Buxton                 | 14.                                                              |
| Chester                | 10.                                                              |
| Chorley                | 4.                                                               |
| Curzon Ashton          | 7.                                                               |
| Darlington 1883        | 16.                                                              |
| Farsley Celtic         | 20.                                                              |
| Hereford               | 11.                                                              |
| Kidderminster Harriers | 22. (Spadek z Conference National 2023/24)                       |
| King’s Lynn Town       | 18.                                                              |
| Leamington             | 3. (Zwycięzca play-off Southern Football League Central 2023/24) |
| Marine                 | 3. (Zwycięzca play-off Northern Premier League 2023/24)          |
| Needham Market         | 1. (Awans z Southern Football League Central 2023/24)            |
| Oxford City            | 24. (Spadek z Conference National 2023/24)                       |
| Peterborough Sports    | 15.                                                              |
| Radcliffe              | 1. (Awans z Northern Premier League 2023/24)                     |
| Rushall Olympic        | 19.                                                              |
| Scarborough Athletic   | 13.                                                              |
| Scunthorpe United      | 2.                                                               |
| Southport              | 17.                                                              |
| South Shields          | 8.                                                               |
| Spennymoor Town        | 9.                                                               |
| Warrington Town        | 12.                                                              |